# El majo de la guitarra
Le Majo à la guitare
El majo de la guitarra (« Le Majo à la guitare ») est une peinture réalisée par Francisco de Goya en 1779 et faisant partie de la quatrième série des cartons pour tapisserie destinée à l'antichambre du Prince des Asturies au Palais du Pardo.

## Contexte de l'œuvre
Tous les tableaux de la quatrième série sont destinés à l'antichambre du Prince des Asturies, c'est-à-dire de celui qui allait devenir Charles IV et de son épouse Marie Louise de Parme, au palais du Pardo. Le tableau fut livré à la Fabrique royale de tapisserie le 24 janvier 1780.
Il fut considéré perdu jusqu'en 1869, lorsque la toile fut découverte dans le sous-sol du Palais royal de Madrid par Gregorio Cruzada Villaamil, et fut remise au musée du Prado en 1870 par les ordonnances du 19 janvier et du 9 février 1870, où elle est exposée dans la salle 91. La toile est citée pour la première fois dans le catalogue du musée du Prado en 1876.
La série était composée de El Ciego de la guitarra, El Columpio, Las Lavanderas, La Novillada, El Resguardo de tabacos, El Muchacho del pájaro et El Niño del árbol, Los Leñadores, El Majo de la guitarra, La Cita, El Médico, El Balancín et deux cartons perdus, El Perro et La Fuente.

## Analyse
Ce tableau, de l'invention de Goya, fait référence à l'une des séries de gravures les plus remarquables de l'artiste, connue sous le nom de Los caprichos (Les Caprices).
Il est très similaire à Los leñadores et peut avoir été une paire, bien qu'ils appartiennent à des séries différentes. Le majo est la figure centrale du tableau, qui s'inspire du schéma triangulaire d'Mengs. La lumière se concentre sur le guitariste, qui se distingue de tous les autres personnages. Goya utilise ici un coup de pinceau lâche et détaillé qui reflète magnifiquement une scène de la société espagnole du XVIIIe siècle. Lorsqu'on la compare à l'œuvre du même nom de Ramón Bayeu, beau-frère de Goya, l'œuvre de Goya est jugée inférieure malgré l'effet atmosphérique de la toile.